# 다니엘 스텐베리
망누스 다니엘 스텐베리(스웨덴어: Magnus Daniel Stenberg, 1970년 11월 23일~)는 스웨덴의 개발자이다. cURL을 개발했으며 2017년 10월 cURL을 개발한 업적으로 폴헴상을 수상했다.
스웨덴 수도 스톡홀름 남쪽 교외 지역인 후딩에시에서 태어나고 자랐다. 1996년 다양한 통신 프로토콜을 이용하여 데이터를 전송하기 위한 라이브러리와 명령 줄 도구를 제공하는 컴퓨터 소프트웨어 프로젝트인 curl을 출시했으며, 현재 MIT 허가서로 배포되고 있다.
2013년부터 2018년까지  모질라에서 근무했으며, 2019년 2월 전업으로 cURL을 개발하며 cURL에 대한 상업적 지원을 제공하는 일을 하기 위해서 WolfSSL에 합류했다. 현재 스텐베리는  IETF에서 HTTP/2 및 QUIC 작업 그룹의 일원으로 활동하고 있으며 여러 RFC에 기여했다.

## 같이 보기
- curl
- wget[11]